# Valganna (valle)
La Valganna è una valle della Provincia di Varese. Fa parte della Comunità Montana del Piambello.

## Geografia
La valle inizia a nord di Varese, nella zona della Birreria Poretti, in territorio di Induno Olona e termina a Cunardo, in questo paese la valle si divide in due rami, a nord est inizia la Valmarchirolo, che conduce al Lago Ceresio; a nord ovest si apre, invece, la Valtravaglia, che porta al Lago Maggiore.

### Orografia

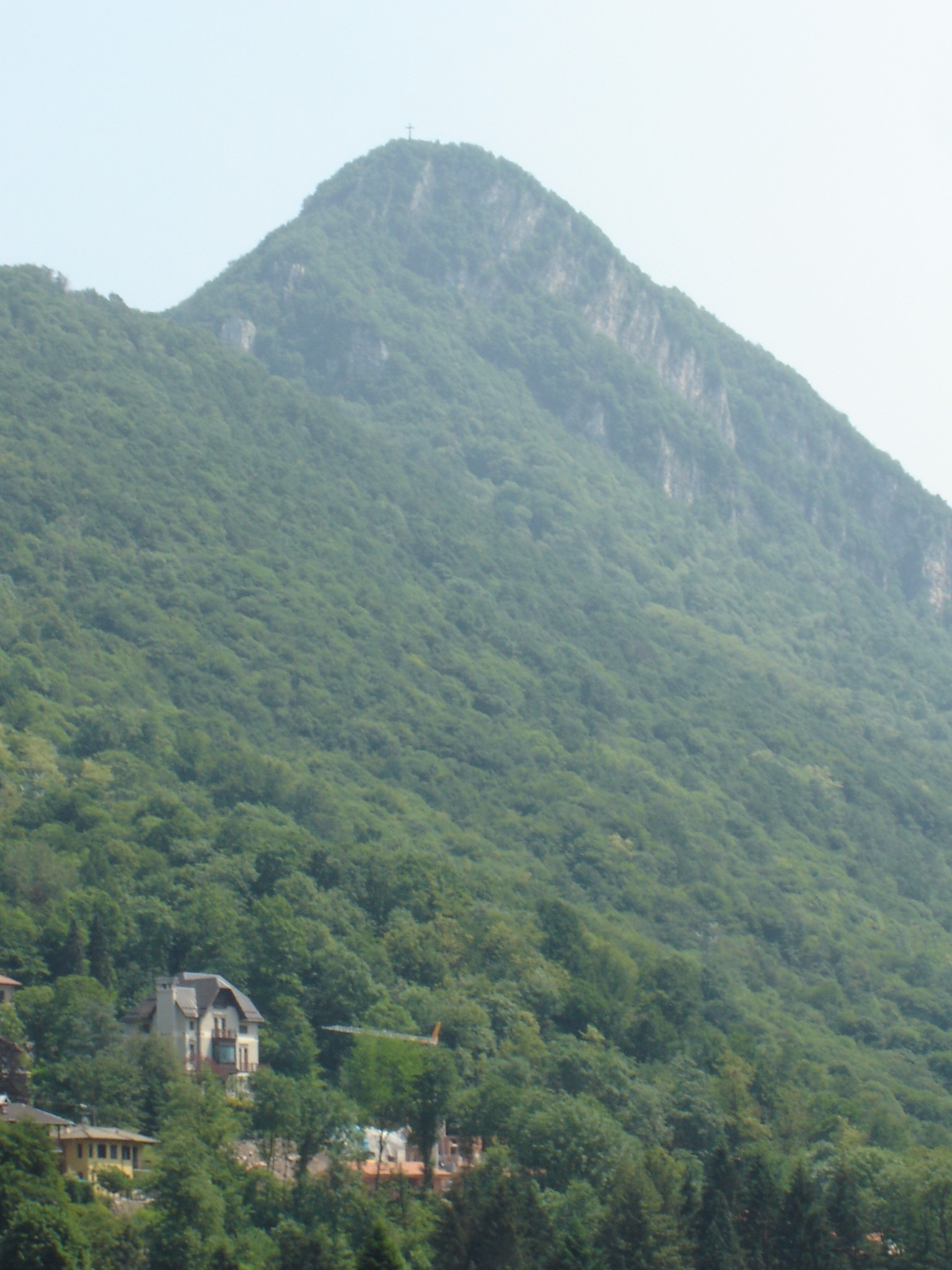
Il Poncione di Ganna visto dalla Valganna

La valle è contornata dalle Prealpi Varesine. Ad occidente notiamo il Monte Martica (1032 m s.l.m.) ed il Monte Chiusarella (915 m s.l.m.). La dorsale è interrotta poi dalla Valle del Pralugano, in cui si trova l'omonima torbiera. Questa mette in comunicazione la valle con Bedero Valcuvia. Oltre la valle incontriamo il Monte Mondonico, che digrada poi verso Cunardo, dove la Valganna si biforca. Ad oriente si trova una dorsale di monti più elevata di quella occidentale, costituita dal Monte Monarco (858 m s.l.m.), dal Monte Minisfreddo (1042 m s.l.m.), dal Poncione di Ganna (993 m s.l.m.) e dal Monte Piambello (1129 m s.l.m.) il più alto della valle.

### Idrografia
La valle è solcata da due corsi d'acqua. A sud si trovano tre sorgenti che vanno a formare un ramo sorgentizio secondario del fiume Olona, detto Olona di Valganna. Una delle tre sorgenti che forma l'Olona, dà origine alle Cascate di Valganna.

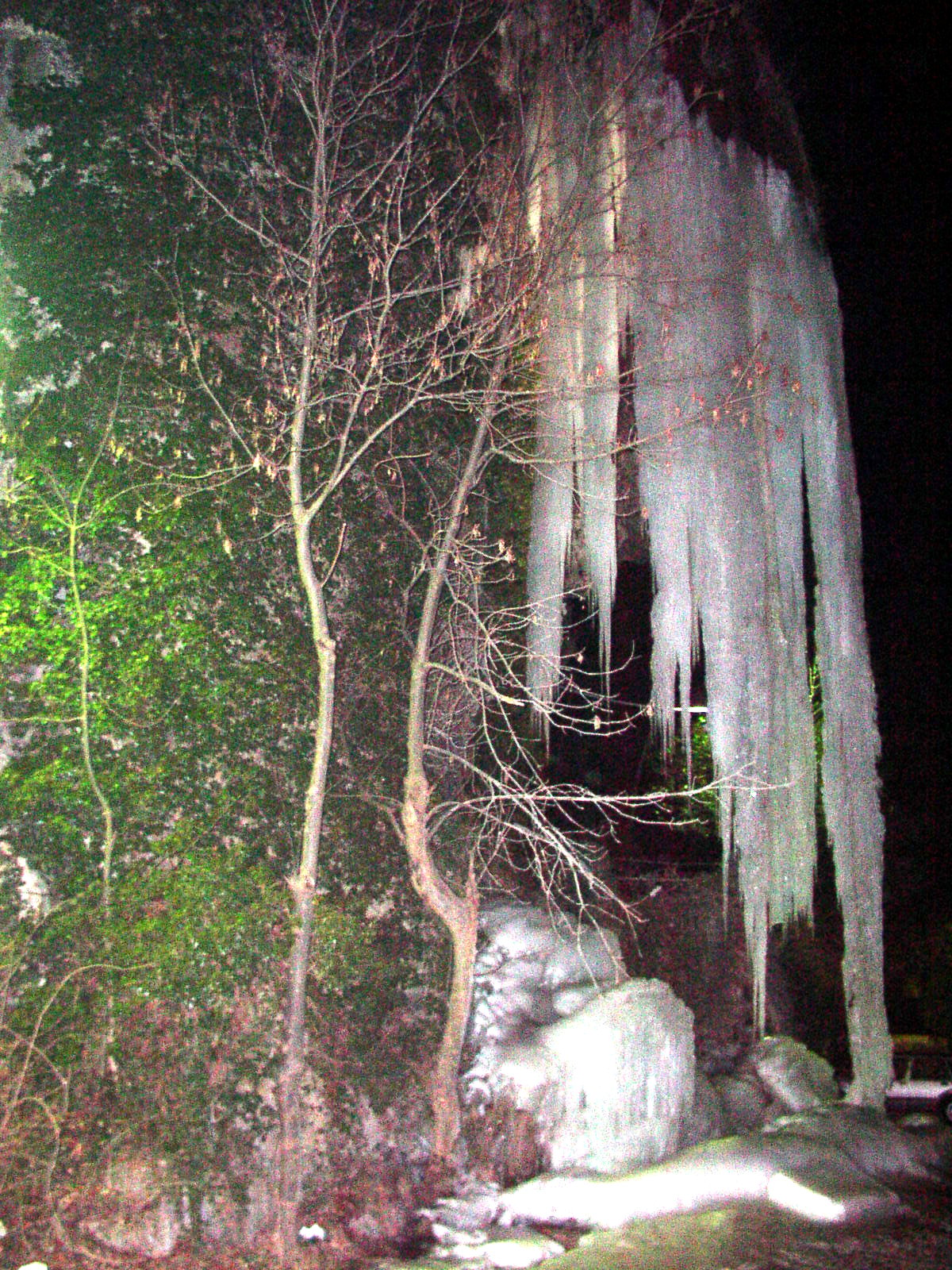
Le cascate di Valganna ghiacciate nell'inverno 2002

In Valganna confluiscono nell'Olona i torrenti Ganna o Margorabbia Inferiore, Valpissavacca, Pedana della Madonna e Fredda o Valfredda. Quest'ultimo percorre le Forre della Valganna, profonde incisioni scavate nella roccia viva dalle acque. In Valganna l'Olona forma il Laghetto Fonteviva, utilizzato per la pesca sportiva.
La parte settentrionale della valle è invece percorsa dal fiume Margorabbia. Esso nasce a sud del comune di Valganna, e scorre verso nord. In località San Gemolo dà origine ad una zona umida, in seguito forma i laghi di Ganna e di Ghirla. A Ghirla, faceva un tempo funzionare un maglio recentemente restaurato dalla comunità montana. Verso Cunardo, il fiume si inabissa in un sistema di grotte sotterranee. Il Margorabbia riemerge poi a Ferrera di Varese, in Valtravaglia.
Affluenti del Margorabbia in Valganna sono i torrenti Sasso del Corno, Poncione, Valleggio, Rio Campane, Val Pradisci e Boggione. Il torrente Valleggio è l'emissario della Torbiera del Pralugano o Paludaccio di Ganna.

### Le Grotte
In Valganna vi sono molte grotte di origine carsica. Le più famose sono le Grotte di Valganna, presso le omonime cascate, in territorio di Induno Olona. Esempio del fenomeno carsico in Valganna è rappresentato dal Margorabbia, che a Cunardo scompare sotto un sistema di grotte, per tornare in superficie a Ferrera di Varese.
Altre importanti grotte in Valganna sono:
- il Boeuc dul Alabastro, nella laterale Valfredda, in territorio di Induno Olona
- l'Antro delle Gallerie, vicino al Laghetto Fonteviva, sempre ad Induno
- il Pont Niv a Cunardo
- l'Antro dei Morti a Cunardo
- le Grotte di Villa Radaelli a Cunardo
- le Grotte del Traforo a Cunardo
- Da ricordare inoltre i cunicoli della Miniera Valvassera, una vecchia miniera di piombo abbandonata, situata in territorio di Valganna.

## Clima

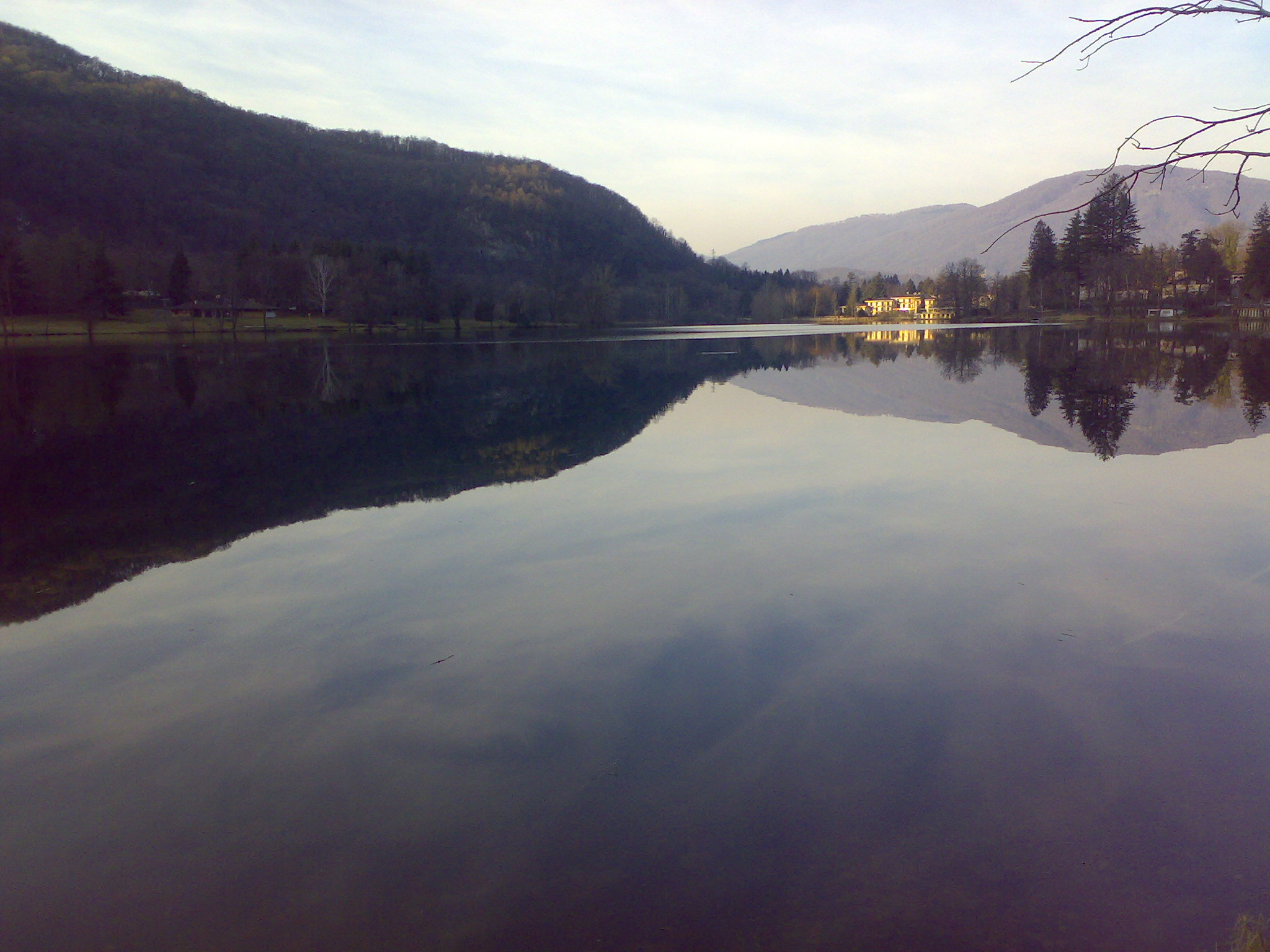
Il lago di Ghirla

Il clima è piuttosto freddo: estati brevi e fresche ed inverni rigidi ed umidi. Non a caso la valle è soprannominata Piccola Siberia del Varesotto. Questo clima ha favorito la pratica di alcuni sport nella valle. 

### Sport invernali

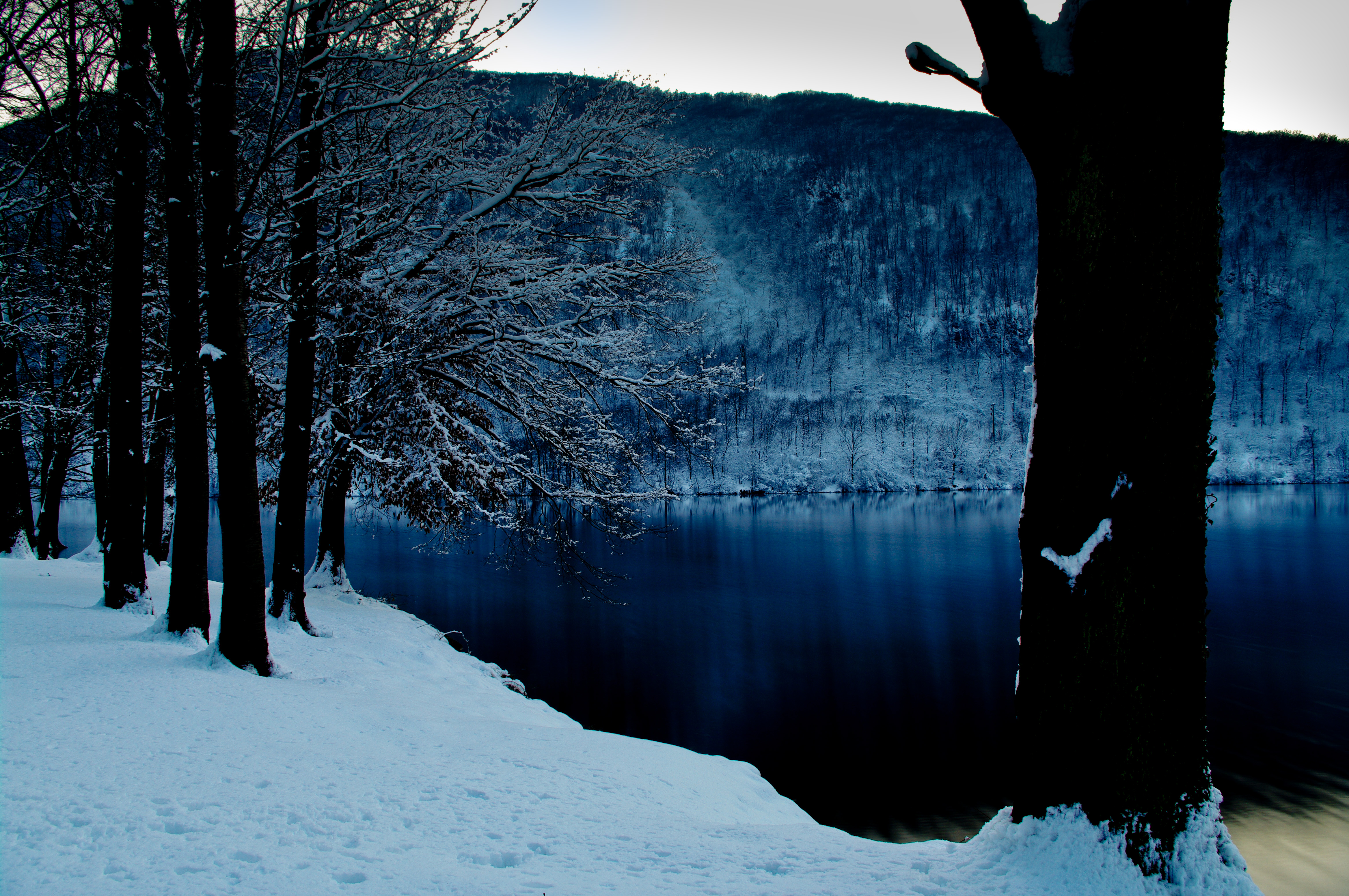
Immagine del Lago di Ghirla dalle sponde innevate

Lo sci di fondo è praticato da dicembre a marzo sulla pista di Cunardo, lunga 5 km. Questa, grazie alla rigidità del clima, può usufruire dell'innevamento programmato, nonostante si trovi a quote modeste (circa 450 m s.l.m.). Altri sport molto praticati sono il pattinaggio e l'hockey su ghiaccio. Questi due sport vengono praticati sui tre specchi d'acqua della valle (Lago di Ghirla, Lago di Ganna e Torbiera del Pralugano), che nei freddi giorni invernali sono sovente ricoperti da uno spesso strato di ghiaccio.